# György Cseszneky
El conde György Cseszneky de Milvány fue un noble húngaro que vivió en el siglo XVI. 

## Trayectoria
En 1526 cuando sucedió la batalla desastrosa con los turcos y Luis II de Hungría murió en el campo de batalla, György Cseszneky era el castellano del castillo Tata que defendió de los turcos. En 1528 él y Pál Bakics ocuparon el castillo de Győr para Fernando de Habsburgo. La reina María, viuda de rey Luís II y hermana de Fernando, lo designó juez real de la corte de Győr. 
En 1532 cuando el emperador Carlos V envió a Garcilaso de la Vega en exilio a una isla en el Danubio, el conde Cseszneky fue responsable por el poeta español. Poco más tarde György se convirtió en un seguidor devoto del protestantismo y defensor de la fe luterana.
El rey Fernando le concedió el título magnate de Hungría, el derecho del uso del lacre rojo, además le donó varias aldeas, entre ellas: Kisbabot, Enese, Rábacsécsény y Utal.